# Клепалова
Клепалова — деревня в Тобольском районе Тюменской области России. Входит в состав Верхнеаремзянского сельского поселения

## География
Деревня находится в северной части Тюменской области, в пределах Западно-Сибирской равнины.

### Климат
Климат характеризуется как резко континентальный, с длительной морозной зимой и коротким тёплым летом. Средняя многолетняя температура самого холодного месяца (января) составляет −18,6 °С (абсолютный минимум — −49 °С), температура самого тёплого (июля) — 17,6 °С (абсолютный максимум — 38 °С). Безморозный период длится в течение 111 дней. Среднегодовое количество осадков — 200—427 мм, из которых около 70 % приходится на период с мая по сентябрь. Снежный покров держится в среднем 156 дней.

## История
Основателями деревни возможно стали представители рода конных казаков Клепаловых, отмеченные в данной местности с XVII века. 
По состоянию на 1859 год, Клепалова — казённая деревня в Тобольском округе Тобольской губернии, население — 13 дворов, 54 человека (29 мужчин и 25 женщин). 
Относилась к приходу церкви в селе Верхние Аремзяны. 
На 1912 год входила в Бронниковскую волость Тобольского уезда, население — 113 чел. 
На 1928 год входила в Чукманский сельсовет Тобольского района Тобольского округа Уральской области, 27 дворов, население — 139 человек (74 мужчин и 65 женщин), по национальности преимущественно русские.
1970 была признана не перспективой.

## Население
| 2010 |
| ---- |
| 0    |